# 圣博德圣殿 (蒙特利尔)
圣博德圣殿（英語：Saint Patrick's Basilica）是罗马天主教的宗座圣殿，位于加拿大魁北克省蒙特利尔。

## 历史
这座教堂源于爱尔兰裔。1817年，蒙特利尔的第一次英语弥撒在老城区的永援圣母教堂（Notre-Dame-de-Bon-Secours church）举行。随着爱尔兰移民的大量到来，他们的人数增加。1830年他们转移到重整方济各会（Recollets）教堂，但是到1841年，英语天主教徒的人数达到了6,500人，那里不再适合安置他们。
1843年，购买了圣博德教堂的土地，开工兴建；当时那里是郊区的山坡地，俯瞰着教友们的聚居区。1847年3月17日圣博德瞻礼，教堂举行了第一次弥撒。
1985年12月，魁北克政府指定这座教堂为历史古迹，它也被加拿大政府指定为历史建筑物。
1989年3月17日圣博德瞻礼，应蒙特利尔总主教格雷瓜尔枢机的请求，若望保禄二世将这座教堂升为次级圣殿。

## 建筑
这座教堂为哥特复兴建筑，由P. L.莫兰和菲利克斯马丁神甫设计，长71米，宽32米，尖塔高达69米。
教堂里有两个著名的教友纪念牌：政治家托马斯·达尔·麦吉（Thomas D'Arcy McGee），和诗人埃米尔·内利根（Émile Nelligan）。
这座教堂位于蒙特利尔市中心的李域大道（René Lévesque Boulevard）西460号，在圣亚历山大街路口，邻近地铁维多利亚广场站或艺术坊站。